# (278361) 2007 JJ43
(278361) 2007 JJ43 è un oggetto transnettuniano con una magnitudine assoluta di 4,5, sufficientemente bassa da fare ritenere che sia un candidato a diventare un pianeta nano.
Non ha ancora un nome proprio ed è noto tramite la sua designazione provvisoria. All'inizio del nome si trova il numero progressivo che ha ricevuto nell'elenco generale degli asteroidi.

## Classificazione
Il Minor Planet Center (MPC) lo ha classificato come un oggetto classico della fascia di Kuiper, è da notare comunque che la sua orbita è molto simile a quella di un twotino.